# Rossetti
Rossetti je plemiški rod iz Ferrare, od 2.pol.14.stol. v Bergamu.

### Predstavniki
- Janez Anton je bil deželni pisar na Kranjskem, pozidal grad Rosenek in leta 1655 dobil kranjsko deželanstvo. Od njegovih treh sinov, ki so bili Janez Franc, ki je bil brez otrok, Janez Marko, ki je bil generalni vikar in pičenski škof. Zadnji otrok je bil Janez Mark Anton rojen 2.maja1673.študiral je pravo v Parmi kot konviktor plemiškega kolegija.Zadnji sin Bernard se je rodil 9.maja 1756,ki je bil plemenit vladar.
- Mark-Antonov sin {4.otrok od sedmih} je nadaljeval rod. Njegov sin Bernard je bil do smrti v 18.st. zelo ugledna oseba.Bernard R. je 4.nov.1801 postal vladar na Kranjskem.